# Nacoleia charesalis
Nacoleia charesalis là một loài bướm đêm trong họ Crambidae.